# Ahras
Ahras ou Ihras (احرص) est un village du nord de la Syrie peuplé de Kurdes. Il appartient administrativement au district d'Azaz dans le gouvernorat d'Alep et le canton (nahié) de Tall Rifaat. Sa population, selon le recensement de 2004, était de 2 851 habitants.

## Géographie
Le village se trouve au nord-est d'Alep, proche de Kafr Naya à l'ouest, de Tall Rifaat au nord, de Herbel et Mari au nord-est, de Tall Qarah au sud-est et de Tall Djabin au sud.